# Leptohyphes
Leptohyphes is een geslacht van haften (Ephemeroptera) uit de familie Leptohyphidae.

## Soorten
Het geslacht Leptohyphes omvat de volgende soorten:
- Leptohyphes albipennis
- Leptohyphes alleni
- Leptohyphes apache
- Leptohyphes berneri
- Leptohyphes brevissimus
- Leptohyphes carinus
- Leptohyphes coconuto
- Leptohyphes cornutus
- Leptohyphes ecuador
- Leptohyphes eximius
- Leptohyphes ferruginus
- Leptohyphes guadeloupensis
- Leptohyphes illiesi
- Leptohyphes invictus
- Leptohyphes jodiannae
- Leptohyphes lestes
- Leptohyphes liniti
- Leptohyphes maculatus
- Leptohyphes mandibulus
- Leptohyphes mollipes
- Leptohyphes murdochi
- Leptohyphes musseri
- Leptohyphes nigripennis
- Leptohyphes nigripunctum
- Leptohyphes peterseni
- Leptohyphes petersi
- Leptohyphes pilosus
- Leptohyphes plaumanni
- Leptohyphes populus
- Leptohyphes priapus
- Leptohyphes sabinas
- Leptohyphes setosus
- Leptohyphes tacajalo
- Leptohyphes tuberculatus
- Leptohyphes zalope